# Janez Lenassi

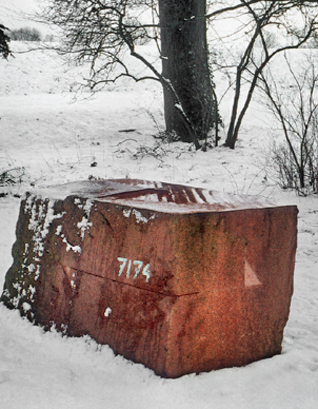
Stein 7174 (1988) von Janez Lenassi im Skulpturengarten Damnatz

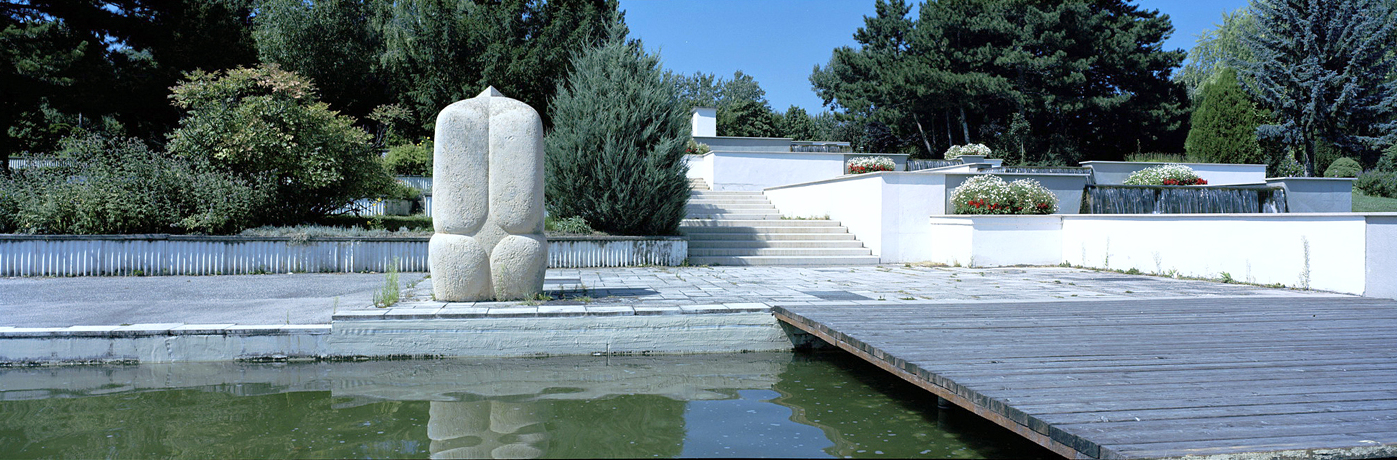
Janez Lenassi: Abstrakte Komposition, 1959 (Donaupark, Wien)

Janez Lenassi (* 3. Juli 1927 in Opatija, Königreich der Serben, Kroaten und Slowenen; † 26. Januar 2008 in Piran, Slowenien) war ein jugoslawischer bzw. slowenischer Bildhauer.

## Leben und Werk
Janez Lenassi studierte Bildhauerei an der Akademie der Bildenden Künste in Ljubljana bei Peter Loboda in den Jahren 1947 bis 1951. Von 1953 bis 1955 unterrichtete er in Radovljica an einer Realschule und seine künstlerischen Fähigkeiten entwickelte er bei Boris Kalin weiter. Von 1957 bis 1959 unterrichtete er an der Grundschule in Ljubljana. Im Jahre 1959 beteiligte er sich am ersten Bildhauersymposion St. Margarethen. 1966 folgte seine neuerliche Teilnahme an diesem Bildhauersymposion sowie zwischen 1972 und 1976 seine Mitarbeit am von Karl Prantl initiierten Kunst-Projekt am Stephansplatz, das wegen Einsprüchen gewisser Autoritäten in Wien nicht stattfinden konnte. Mit dem Bildhauer Jakob Savinšek organisierte er im Jahre 1961 das erste internationale Bildhauersymposion in Slowenien in Kostanjevica na Krki und auf der Halbinsel Seča bei Portorož, das Bildhauersymposion Forma Viva. Im Jahre 1966 wurde er mit dem Prešeren-Preis und 1981 mit dem Jakopič-Preis für Bildende Künste ausgezeichnet.
Im Jahre 1982 wurde er zum Professor ernannt; den Ruf nahm er aber nie an. Sein Wissen gab er an die Studenten der Internationalen Kornari Sommerakademie für Skulpturen in Marušiči in den Jahren von 1980 bis 1990 weiter und er war von 1985 bis 1989 Präsident der Vereinigten Gesellschaft der Künstler Jugoslawiens. Von 1986 bis 1996 war er Mitglied im Komitees der International Sommerakademie in Salzburg und von 1987 bis 1989 Präsident der Vereinigten Gesellschaft der Slowenischen Künstler.

## Werke (Auswahl)
- Abstrakte Komposition (1959) im Donaupark (Wien)
- Denkmal auf dem Berg der Freiheit (1965), Ilirska Bistrica
- Stein 7174 (1988) im Skulpturengarten Damnatz
- Skulptur im Park des Bildungshauses Salzburg St. Virgil

## Teilnahme an Bildhauersymposien

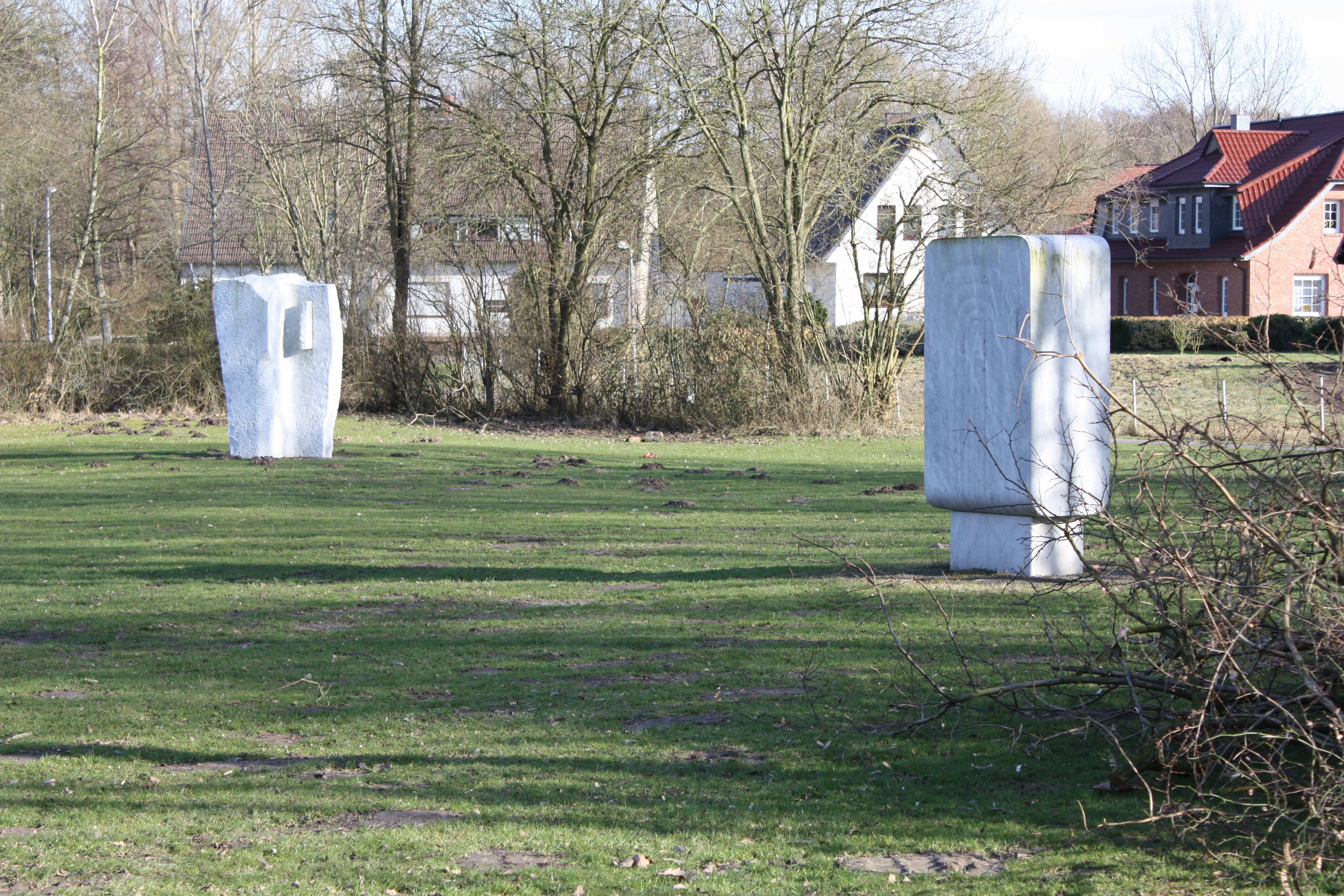
Rechts: Ohne Titel, Internationales Bildhauersymposion Formen für Europa – Formen aus Stein in Syke (1991); links: Genesis von Miguel Ausili

Er nahm an zahlreichen Bildhauersymposien teil und war ein Fürsprecher dieser Veranstaltungen.
- Erstes internationales Bildhauer-Symposion in der Bundesrepublik: Bildhauersymposion Kaisersteinbruch in Gaubüttelbrunn 1961 in Unterfranken
- Internationales Bildhauer-Symposium Forma Viva in Kostanjevica 1962, 1985, 1991 und 1995
- Symposion Europäischer Bildhauer in St. Margarethen 1959, 1966 und 1972
- Internationales Bildhauer-Symposion Forma Viva Portorož in 1961
- Internationales Bildhauer-Symposium am Sankt Johanner Markt, Saarbrücken, 1978
- Internationales Steinbildhauer-Symposion Kaiserslautern in 1987
- Internationales Bildhauersymposion Formen für Europa – Formen aus Stein in Syke (Niedersachsen) 1991